# Cantó de Le Grand-Lucé
El cantó de Le Grand-Lucé és un cantó francès del departament de Sarthe, situat al districte de La Flèche. Té 8 municipis i el cap es Le Grand-Lucé.

## Municipis
- Courdemanche
- Le Grand-Lucé
- Montreuil-le-Henri
- Pruillé-l'Éguillé
- Saint-Georges-de-la-Couée
- Saint-Pierre-du-Lorouër
- Saint-Vincent-du-Lorouër
- Villaines-sous-Lucé

## Història
| Data d'elecció                           | Identitat        | Partit                     | Qualitat |
| ---------------------------------------- | ---------------- | -------------------------- | -------- |
| 1945-1955                                | Henri Colas      | radical                    |          |
| 1955-1979                                | Christian Pineau | SFIO, després PS           |          |
| 1979-2004                                | Jacques Chaumont | RPR, després UMP           |          |
| 2004-                                    | Régis Vallienne  | divers droite, després UMP |          |
| les dades anteriors no són pas conegudes |                  |                            |          |
|                                          |                  |                            |          |

## Demografia
| A partir de 1990: Població sense dobles comptes |